# 140
140（一百四十）是139與141之間的自然數。

## 在数学中
- 合數，正因數有1、2、4、5、7、10、14、20、28、35、70和140。
質因數分解為{\displaystyle 2^{2}\times 5\times 7}。
- 第32個過剩數，真因數和為196，盈度為56。前一個為138、下一個為144。
  - 第33個半完全數，和為本身的其中一組因數為2、 4、 5、 7、 10、 14、 28、 70。前一個為138、下一個為144。
- 第4個歐爾調和數，因數调和平均数為5。前一個為28、下一個為270。
- 第19個佩服數，相減後為本身的因數為28。前一個為138、下一個為174。
- 第46個十进制的哈沙德數。前一個為135、下一個為144。
- 第77個十进制的奢侈數。前一個為138、下一個為143。
- 首7個平方數之和：{\displaystyle 1^{2}+2^{2}+3^{2}+4^{2}+5^{2}+6^{2}+7^{2}}。
- 第4個歐爾調和數（所有因數的調和平均是整數）。
- 第7個四角錐數
- 第19個佩服數
- 140和195組成第2對婚約數

## 在人类文化中
- Twitter輸入最多140字